# News of the World Darts Championship 1952
Die News of the World Darts Championship 1952 (offiziell: "News of the World" Individual Darts Championship of England and Wales) war ein Dartsturnier, das am 26. April 1952 in der Empress Hall (Earls Court, London) ausgetragen und durch die Boulevardzeitung News of the World gesponsert wurde. Es handelte sich um die fünfte Auflage des Turniers als nationale Meisterschaft. Teilnahmeberechtigt waren die acht Gewinner der regionalen Meisterschaften der Saison 1951/52, die in England (Eastern Counties, Lancashire & Cheshire, London & Home Counties, Midland Counties, North of England, Western Counties und Yorkshire) sowie in Wales stattfanden.
Turniersieger wurde der 44-jährige Tommy Gibbons (Regionalmeister Yorkshire, Ivanhoe WMC, Conisbrough), der im Finale Jack Wallace (Regionalmeister North of England, Low Seaton BL, Workington) besiegen konnte. Als walisischer Regionalmeister nahm Timothy Cleary (Red Lion Hotel, Dinas Powys) an der Veranstaltung teil.

## Turnierplan
|  | Viertelfinale (Best of 3 Legs) | Viertelfinale (Best of 3 Legs) |               |   | Halbfinale (Best of 3 Legs) | Halbfinale (Best of 3 Legs) |  |  | Finale (Best of 3 Legs) | Finale (Best of 3 Legs) |
|  |                                |                                |               |   |                             |                             |  |  |                         |                         |
|  | Tommy Gibbons                  | 2                              |               |   |                             |                             |  |  |                         |                         |
|  | Timothy Cleary                 | 0                              |               |   |                             |                             |  |  |                         |                         |
|  | Timothy Cleary                 | 0                              | Tommy Gibbons | 2 |                             |                             |  |  |                         |                         |
|  |                                |                                | Tommy Gibbons | 2 |                             |                             |  |  |                         |                         |
|  |                                | Jim Claydon                    | 1             |   |                             |                             |  |  |                         |                         |
|  | Jim Claydon                    | Jim Claydon                    | 1             | 2 |                             |                             |  |  |                         |                         |
|  | Jim Claydon                    |                                |               | 2 |                             |                             |  |  |                         |                         |
|  | Herbie Morris                  | 1                              |               |   |                             |                             |  |  |                         |                         |
|  |                                |                                | Tommy Gibbons | 2 |                             |                             |  |  |                         |                         |
|  |                                | Jack Wallace                   | 0             |   |                             |                             |  |  |                         |                         |
|  | Jack Wallace                   | 2                              |               |   |                             |                             |  |  |                         |                         |
|  | Tom Stracey                    | 1                              |               |   |                             |                             |  |  |                         |                         |
|  | Tom Stracey                    | 1                              | Jack Wallace  | 2 |                             |                             |  |  |                         |                         |
|  |                                |                                | Jack Wallace  | 2 |                             |                             |  |  |                         |                         |
|  |                                | Ronnie Leathers                | 0             |   |                             |                             |  |  |                         |                         |
|  | Ronnie Leathers                | Ronnie Leathers                | 0             | 2 |                             |                             |  |  |                         |                         |
|  | Ronnie Leathers                |                                |               | 2 |                             |                             |  |  |                         |                         |
|  | Ray Holcombe                   | 1                              |               |   |                             |                             |  |  |                         |                         |